# 큐톤
큐톤은 지방방송국의 자체방송시간 시작시간을 알려주거나 지역 케이블방송국에 지역광고를 틀수 있도록 하는 시간을 알려주는 신호를 말한다. 이를 통해 전자적 혹은 수동적으로 지역방송 혹은 지역광고를 방송할 수 있게 된다. 각 방송국에는 지역방송 혹은 지역광고를 틀수 있는 시분초를 담은 큐톤표를 매일 혹은 매주 간격으로 필요한 지역방송국에 전송하고 있다.

## 같이 보기
- 지역광고